# Begraafplaats van Rumilly-en-Cambrésis
De Begraafplaats van Rumilly-en-Cambrésis is een gemeentelijke begraafplaats in de Franse gemeente Rumilly-en-Cambrésis (Noorderdepartement). Ze ligt aan de de Rue de l’ Egalité vlak bij de Église Saint-Niclolas aan de oostelijke rand van de bebouwde kom. De begraafplaats heeft een trapeziumvormig grondplan met een oppervlakte van bijna 6000 m². Aan de straatzijde wordt ze begrensd door een bakstenen muur met traliewerk en er zijn drie toegangen bestaande uit tweedelige metalen hekken tussen bakstenen zuilen. De drie andere zijden worden begrensd door hagen. Naast de noordelijke toegang staat een open schuilhuisje. Over de lengte van de begraafplaats liggen tussen de burgerlijke graven zes evenwijdig lopende paden en aan het einde van het meest noordelijke pad staat een groot crucifix. Tegen de muur aan de straatzijde bevindt zich een plantenbak waarin een granieten gedenksteen is geplaatst ter nagedachtenis aan de slachtoffers van de verschillende militaire conflicten waarbij Frankrijk betrokken was. 
Aansluitend bij de oostelijke hoek van de begraafplaats ligt de Britse militaire begraafplaats Rumilly-en-Cambresis Communal Cemetery Extension. 

## Rumilly-en-Cambresis Communal Cemetery Extension
Rumilly-en-Cambresis Communal Cemetery Extension is een Britse militaire begraafplaats met gesneuvelden uit de Eerste Wereldoorlog. Ze werd ontworpen door Wilfred Von Berg en grenst aan de oostelijke hoek van de gemeentelijke begraafplaats. Ze heeft een trapeziumvormig grondplan met een oppervlakte van 360 m² en wordt omsloten door een haag. De toegang vanuit de gemeentelijke begraafplaats bestaat uit een metalen hek tussen witte stenen zuilen. Het Cross of Sacrifice staat in de noordwestelijke hoek. De begraafplaats wordt onderhouden door de Commonwealth War Graves Commission.

## Geschiedenis
Rumilly werd op 2 oktober 1918 door de 3rd Division ingenomen waarna de gesneuvelden die vielen tussen 1 en 8 oktober 1918 hier begraven werden. Er liggen 77 Britten, 1 Nieuw-Zeelander en 3 niet geïdentificeerde slachtoffers. Dertig Duitse graven van oktober 1918 werden overgebracht naar Cambrai East Military Cemetery.

### Onderscheiden militairen
- Charles Edward Malpass, kapitein bij het Queen's Own (Royal West Kent Regiment) werd onderscheiden met het Military Cross (MC).
- Compagnie sergeant-majoor John Derken Newman, onderofficier J.B.Evans en de soldaten Harold Morris en C.R. Ess werden onderscheiden met de Military Medal (MM).